# 6412 Кайфу
6412 Кайфу (6412 Kaifu) — астероїд головного поясу, відкритий 15 жовтня 1993 року.
Тіссеранів параметр щодо Юпітера — 3,542.